# Indicador Ambiental
Indicador Ambiental são informações estatísticas quantificadas que são utilizadas nos processos decisórios que envolvem o meio ambiente, os recursos naturais e de atividades humanas relacionadas.